# Pico da Bacia
O Pico da Bacia é o segundo maior cume da Serra da Bocaina, com 2.050 metros de altitude. Localizado no município paulista de São José do Barreiro, dele é possível ver algumas cidades do Vale do Paraíba, como Resende, Itatiaia, Cruzeiro e a Serra da Mantiqueira.